# 坦梅拉

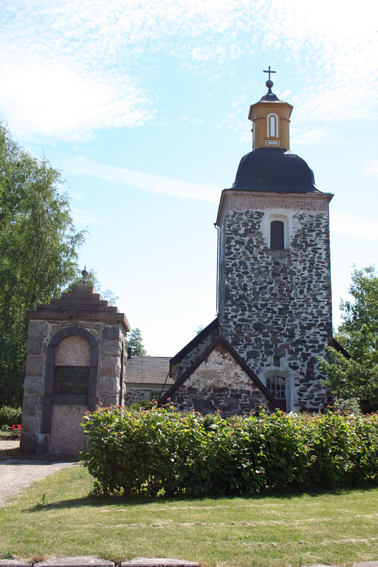
坦梅拉教堂

坦梅拉（芬蘭語：Tammela）是芬蘭的市鎮，位於該國南部，由坎塔海梅區負責管轄，距離福爾薩8公里，始建於1868年，面積715平方公里，2013年人口6,542，人口密度為每平方公里10.2人。

## 外部連結
- Municipality of Tammela（页面存档备份，存于） – 官方网站 （文）